# Westward the Women
Westward the Women is een Amerikaanse western uit 1951 onder regie van William A. Wellman. Destijds werd de film in Nederland uitgebracht onder de titel Opmars der vrouwen.

## Verhaal
In 1851 ontbreekt het nog aan vrouwen in het Wilde Westen. Buck Wyatt voert een karavaan huifkarren aan vol vrouwen die op weg zijn naar Californië. Ze zullen daar hun mannen ontmoeten, die ze met de handschoen getrouwd hebben.

## Rolverdeling
| Acteur          | Personage       |
| --------------- | --------------- |
| Robert Taylor   | Buck Wyatt      |
| Denise Darcel   | Fifi Danon      |
| Hope Emerson    | Patience Hawley |
| John McIntire   | Roy E. Whitman  |
| Julie Bishop    | Laurie Smith    |
| Lenore Lonergan | Maggie O'Malley |
| Henry Nakamura  | Ito             |
| Marilyn Erskine | Jean Johnson    |
| Beverly Dennis  | Rose Meyers     |
| Renata Vanni    | Mevrouw Moroni  |